# Kazi Nazrul Islam
Kazi Nazrul Islam (Bengalí: কাজী নজরুল ইসলাম) (25 de mayo de 1899–29 de agosto de 1976) fue un poeta, músico, revolucionario y filósofo bengalí, quién inició los trabajos poéticos que exponen la rebelión espiritual intensa contra la ortodoxia y la opresión.
Su poesía y su activismo nacionalista lo llevaron a ganarse el título popular de Bidrohi Kobi (poeta rebelde) (en bengalí: বিদ্রোহী কবি; Bidrohi Kobi). Logrando una gran cantidad de trabajos aclamados a través su vida, Nazrul es reconocido oficialmente como el poeta nacional de Bangladés y es conmemorado en la India.
Nacido en el seno de una familia musulmana en la India, Nazrul recibió educación religiosa y trabajó como almuédano en una mezquita local. Aprendió poesía, drama y literatura trabajando con grupos teatrales. Después de servir en el Ejército Indio Británico, Nazrul se estableció como periodista en Calcuta. Combatió al Raj británico en India y promovió la revolución a través de su poesía en obras como "Bidrohi" ("Rebelde"),"Bhangar Gaan" ("Cantar de destrucción") y "Dhumketu" ("El cometa"). Fue varias veces puesto en prisión por las autoridades británicas debido a su activismo en el movimiento de independencia de la India. En prisión escribió  "Rajbandir Jabanbandi" রাজবন্দীর জবানবন্দী" ("Declaración de un Preso Político"). Nazrul trabajó por la emancipación de los oprimidos en India explorando sus condiciones de vida.

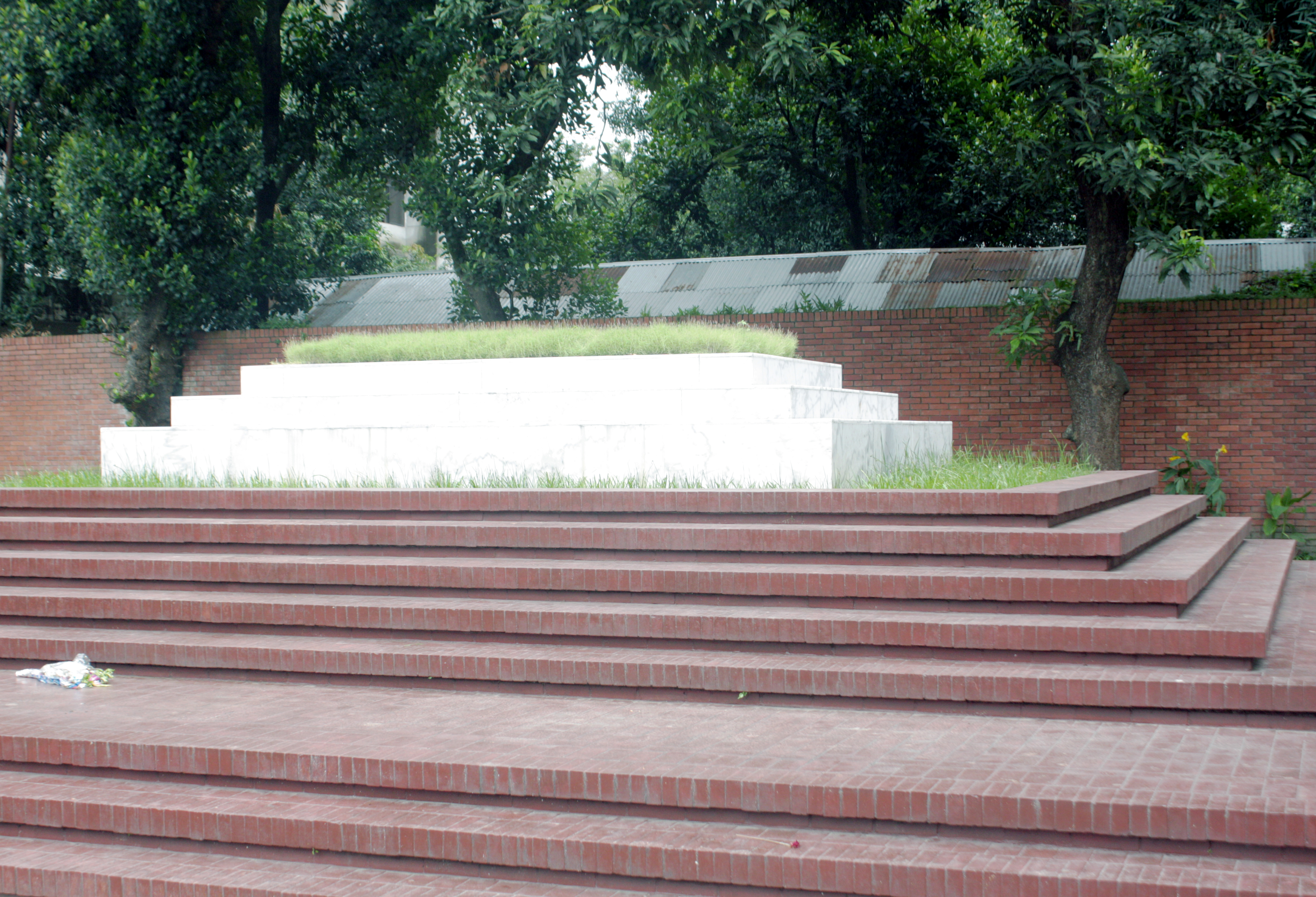
Mausoleo de Kazi Nazrul Islam, Universidad de Daca